# Гран-при Вильгельма Телля
Гран-при Вильгельма Телля (нем. Grand Prix Guillaume Tell, официально нем. Grand Prix Tell) — шоссейная многодневная велогонка, с 1971 по 2009 год проводившаяся по дорогам центральной Швейцарии.

## История
Своё название гонка получиала в честь швейцарского национального героя Вильгельма Телля, стрелявшего из лука в яблоко поставленное на голову его сына, что было отражено в логотипе гонки.
Текущий лидер гонки выступал на этапе в жёлтой майке, спонсором номинации выступала компания «SUVALIV». Победитель всей гонки в качестве приза получал кубок сделанный в виде памятника Вильгельму Теллю и его сыну Вальтеру установленному в Альтдорфе. Главный приз который вручался победителю генерального зачёта был выполнен в виде памятника Вильгельму Теллю.
Созданная в 1971 году, имела категории 2.4.3, с 2000 года — 2.7.2 (высшая любительская категория до 23 лет). В 2005 году гонка была отменена из-за плохой погоды, а с 2006 года вошла в календарь UCI Europe Tour с категорией 2.2.
В 2007 году одновременно являлась одной из шести гонок только что созданного Кубка Наций UCI U23, участие в которых принимали гонщики, возрастом от 19 до 23 лет. Первое место в общем зачёте гонки занял россиянин Антон Решетников, однако вскоре у него был выявлен положительный допинг-тест на карфедон, после чего победа была присуждена занявшему второе место латвийцу Гатису Смукулису, вторым соответственно стал датчанин Якоб Фульсанг, третьим — француз Жером Коппель. Длительная задержка в объявлении результата допинг-пробы со стороны соответственных органов UCI спровоцировала отказ организаторов от участия гонки в следующем году в Кубке Наций UCI U23. Но возрастное ограничение для гонщиков в 2008 году сохранилось и было отменено в 2009 году.

## Призёры
| Год                 | Победитель        | Второй                      | Третий                  |
| ------------------- | ----------------- | --------------------------- | ----------------------- |
| 1971                | Fritz Wehrli      | Дмитрий Тришкин             | Александр Гусятников    |
| 1972                | Дэйв Ллойд        | Хосе Луис Вьехо             | Ежи Звирко              |
| 1973                | Guy Leleu         | Johan Ruch                  | Николай Горелов         |
| 1974                | Вернер Фрец       | Мишель Кун                  | Caид Гусейнов           |
| 1975                | Йёрген Маркуссен  | Александр Гусятников        | Мирослав Сикора         |
| 1976                | Роберто Черути    | Бруно Вольфер               | Рихард Тринклер         |
| 1977                | Жильбер Глаус     | Клаудио Корти               | Иржи Бартолшич          |
| 1978                | Курт Эренспергер  | Альфонс Де Вольф            | Рихард Тринклер         |
| 1979                | Рихард Тринклер   | Даниэль Мюллер              | Фаусто Штиц             |
| 1980                | Mariano Polini    | Хельмут Вексельбергер       | Jürh Luchs              |
| 1981                | Даг Эрик Педерсен | Хосе Патросиниу Хименес     | Étienne Néant           |
| 1982                | Ники Рюттиман     | Урс Циммерман               | Рихард Тринклер         |
| 1983                | Рихард Тринклер   | Хейнц Имбоден               | Владимир Долек          |
| 1984                | Гвидо Винтерберг  | Петер Нильс                 | Хейнц Имбоден           |
| 1985                | Паскаль Ришар     | Рихо Сун                    | Стивен Ходж             |
| 1986                | Хейнц Имбоден     | Гвидо Винтерберг            | Арно Кюттель            |
| 1987                | Гвидо Винтерберг  | Bernard Gavillet            | Паскаль Ришар           |
| 1988                | Фабиан Фукс       | José Alirio Chizabas Torres | Лоран Мадуа             |
| 1989                | Карл Келин        | Даниэль Штайгер             | Йозеф Хольцман          |
| 1990                | Вернер Стутц      | Петер Мейнерт Нильсен       | Роланд Майер            |
| 1991                | Алекс Цулле       | Беат Цберг                  | Патрик Джонкер          |
| 1992                | Дитер Рункель     | Роланд Майер                | Эрик Деккер             |
| 1993                | Петер Вербекен    | Андре Вернли                | Даниэль Ланц            |
| 1994 не проводилась |                   |                             |                         |
| 1995                | Петер Вербекен    | Manuele Scopsi              | Николай Бо Ларсен       |
| 1996                | Andrea Dolci      | Оскар Каменцинд             | Марселино Гарсия Алонсо |
| 1997                | Оскар Каменцинд   | Ники Эберсольд              | Армин Майер             |
| 1998                | Марко Вело        | Даниэль Нарделло            | Фабиан Йекер            |
| 1999 не проводилась |                   |                             |                         |
| 2000                | Юрген Ван Голен   | Нико Сейменс                | Реммерт Велинга         |
| 2001                | Emil Arnell       | Ярослав Попович             | Cristian Tosoni         |
| 2002                | Расмус Дайринг    | Густав Ларссон              | Грегори Раст            |
| 2003                | Владимир Гусев    | Томаш Носе                  | Флориан Штальдер        |
| 2004                | Томаш Носе        | Янез Брайкович              | Анди Шлек               |
| 2005 не проводилась |                   |                             |                         |
| 2006                | Маркус Айбеггер   | Петер Велиц                 | Миха Шваб               |
| 2007                | Гатис Смукулис    | Якоб Фульсанг               | Жером Коппель           |
| 2008                | Тимофей Крицкий   | Харлинсон Пантано           | Jocelyn Bar             |
| 2009                | Маттиас Франк     | Нико Шнайдер                | Петер Куштор            |

## Рекорд побед

### По странам
| Побед | Страна                                                       |
| ----- | ------------------------------------------------------------ |
| 18    | Швейцария                                                    |
| 4     | Италия                                                       |
| 3     | Бельгия, Россия                                              |
| 2     | Дания                                                        |
| 1     | Франция, Норвегия, Австрия, Словения, Великобритания, Швеция |